# Decimus Burton
Pour les articles homonymes, voir Burton.
Decimus Burton (Bloomsbury, Londres, 30 septembre 1800 – Hyde Park, Londres, 14 décembre 1881) est un paysagiste et architecte anglais prolifique. Protégé de l'architecte John Nash, il est associé à des projets de style classique dans les parcs de Londres, notamment les bâtiments de Kew, du jardin botanique royal et du zoo de Londres. Il est aussi connu pour l'aménagement et l'architecture des villes balnéaires de Fleetwood, St Leonards-on-Sea et Tunbridge Wells.

## Galerie

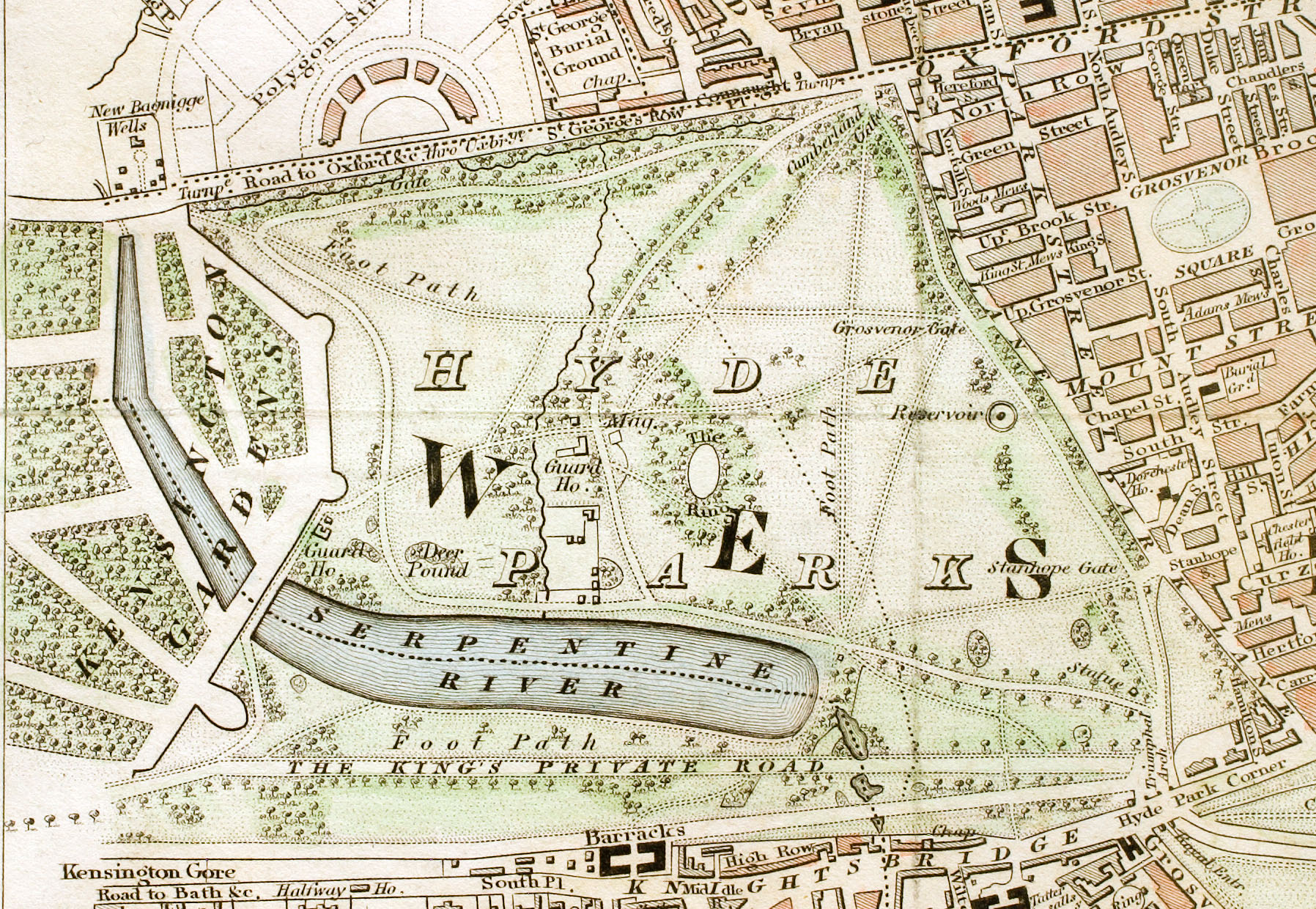
Hyde Park et fragment de Kensington Gardens c.1833.
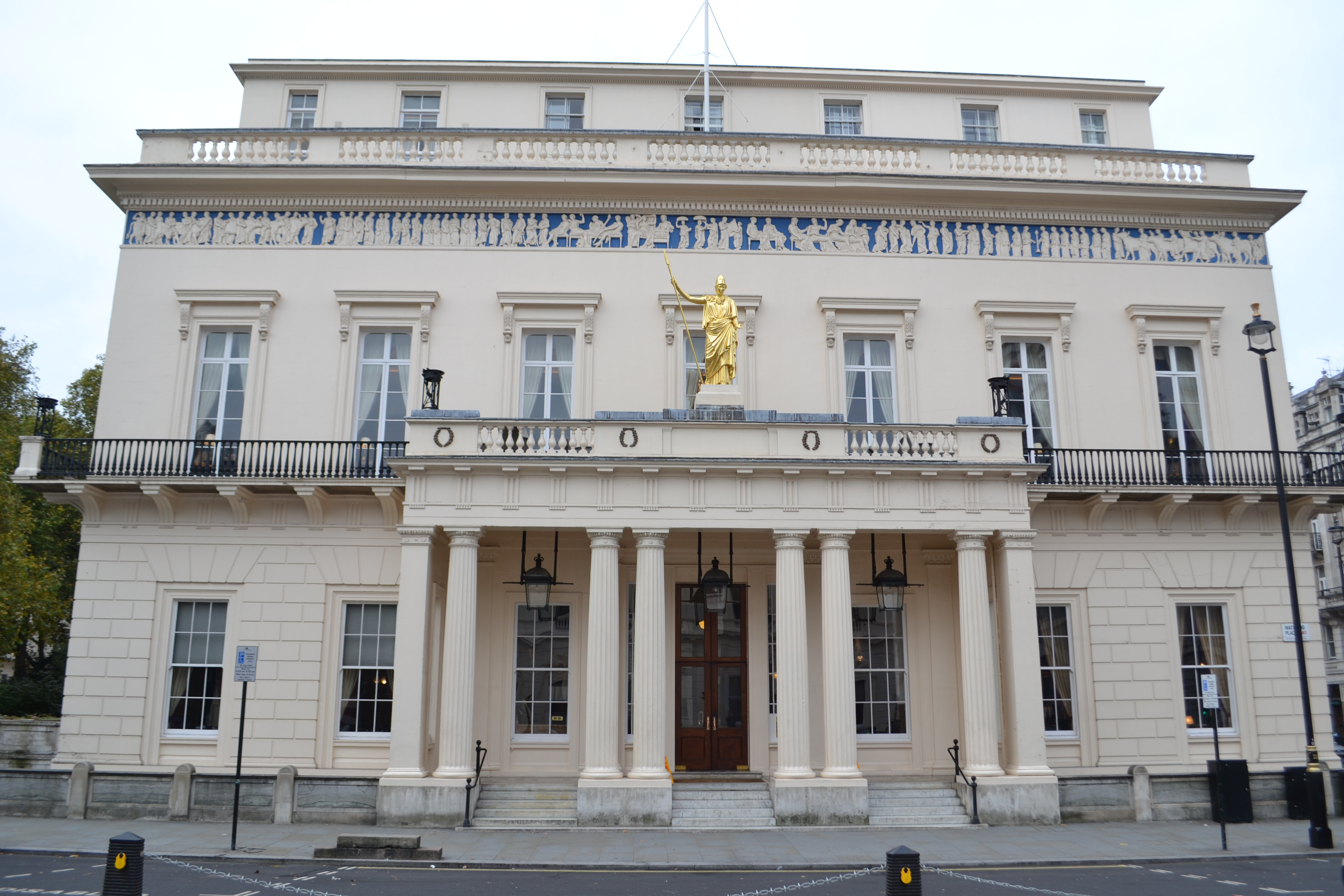
Club Athenaeum, Londres.
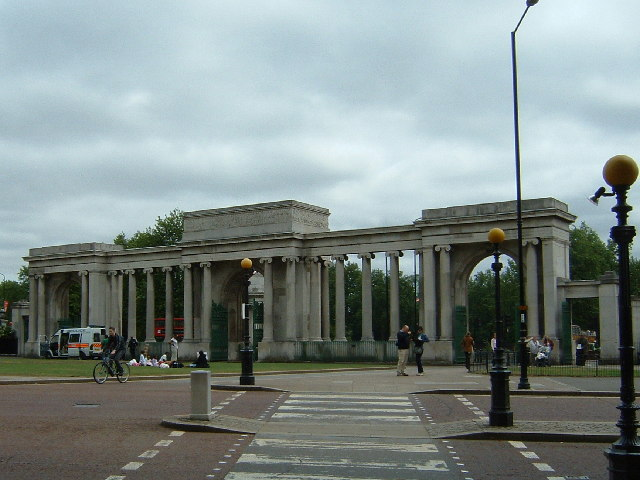
Screen, Hyde Park Corner.
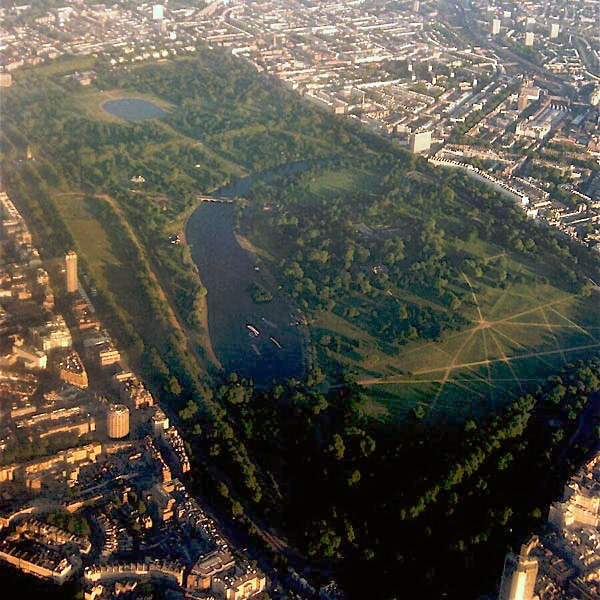
Vue aérienne de Hyde Park.
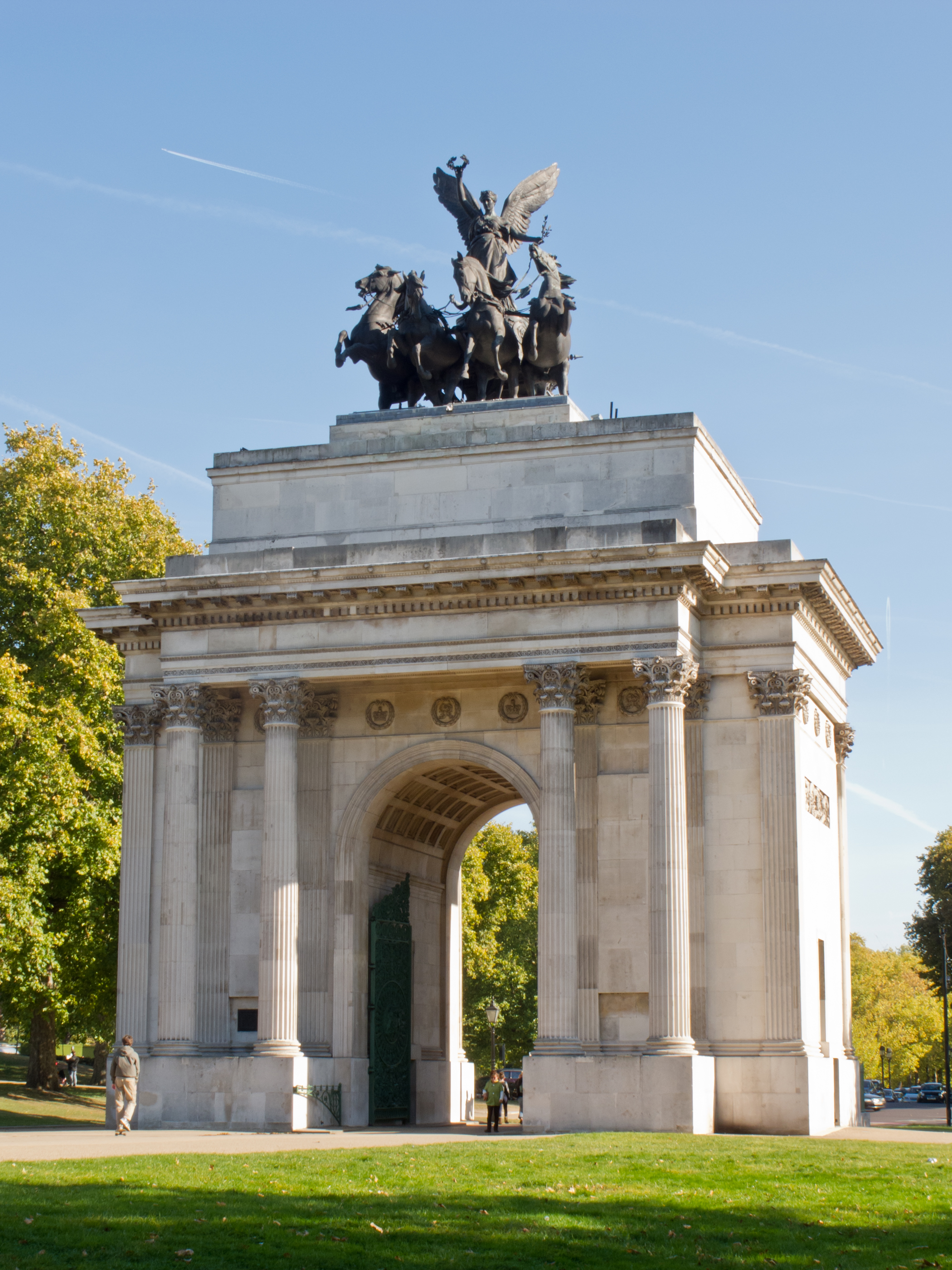
Arc de Wellington, Hyde Park Corner.
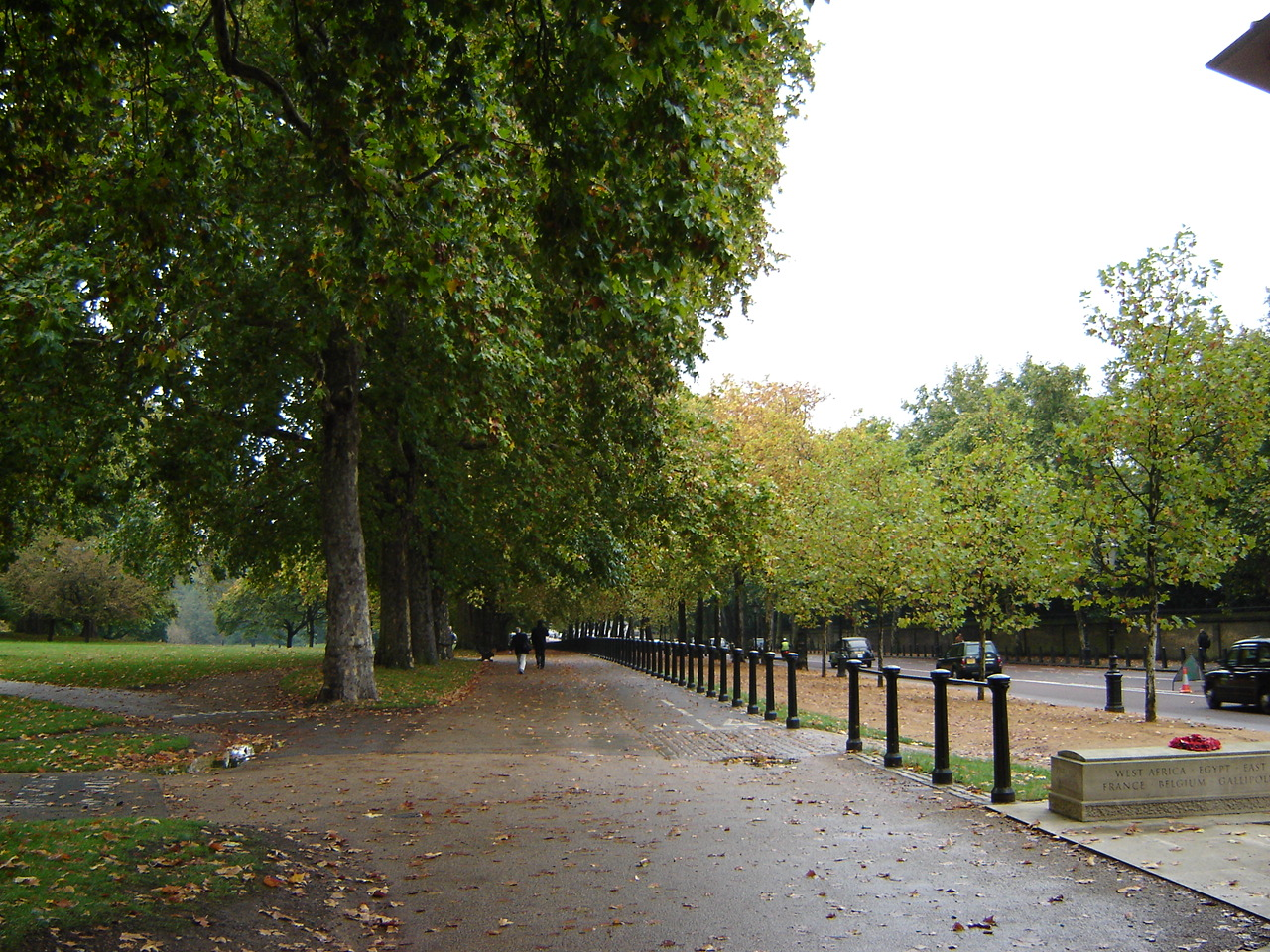
Green Park, Londres, et Constitution Hill.
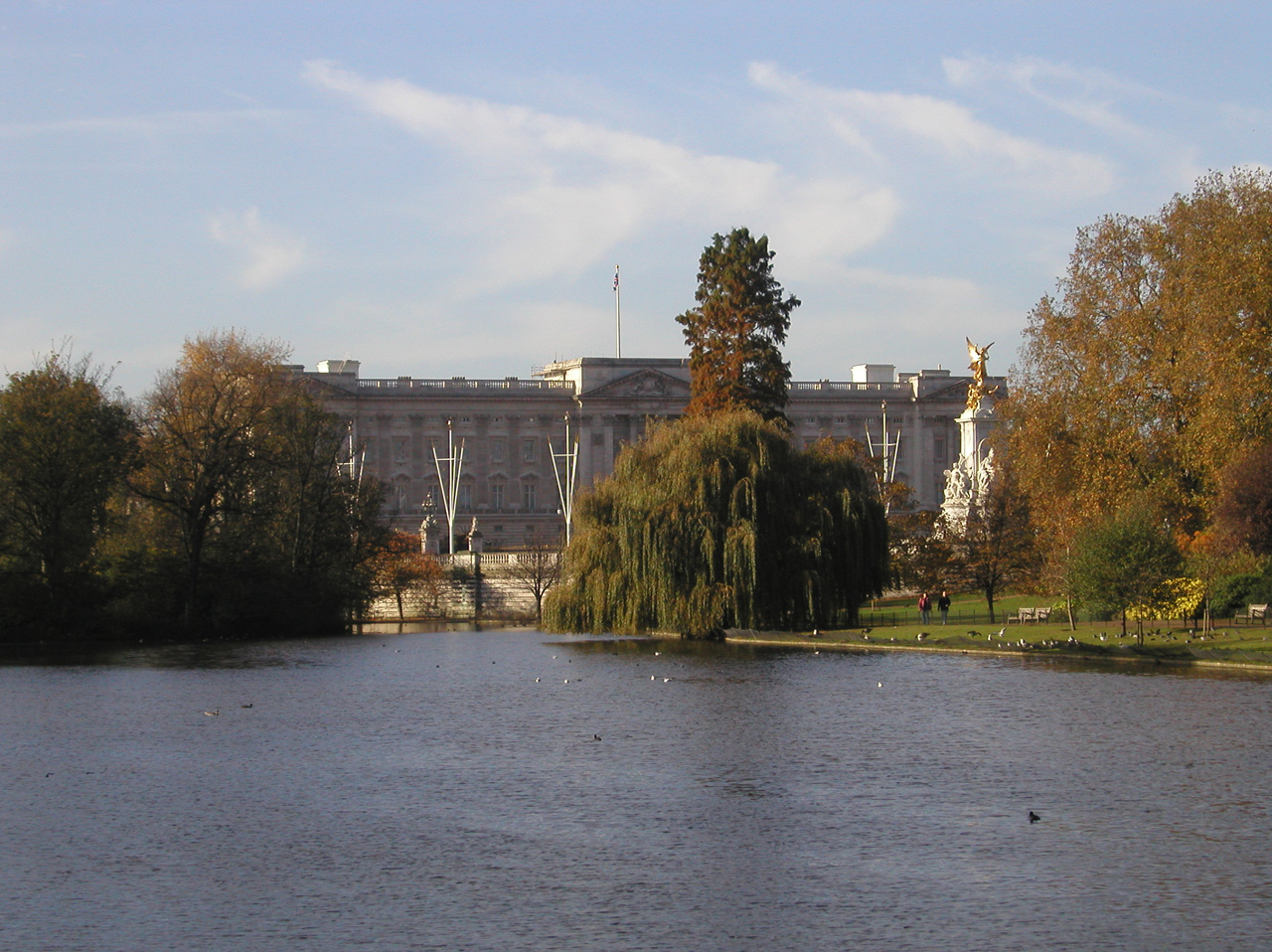
St James's Park Lac, vue vers le nord, avec le palais de Buckingham.
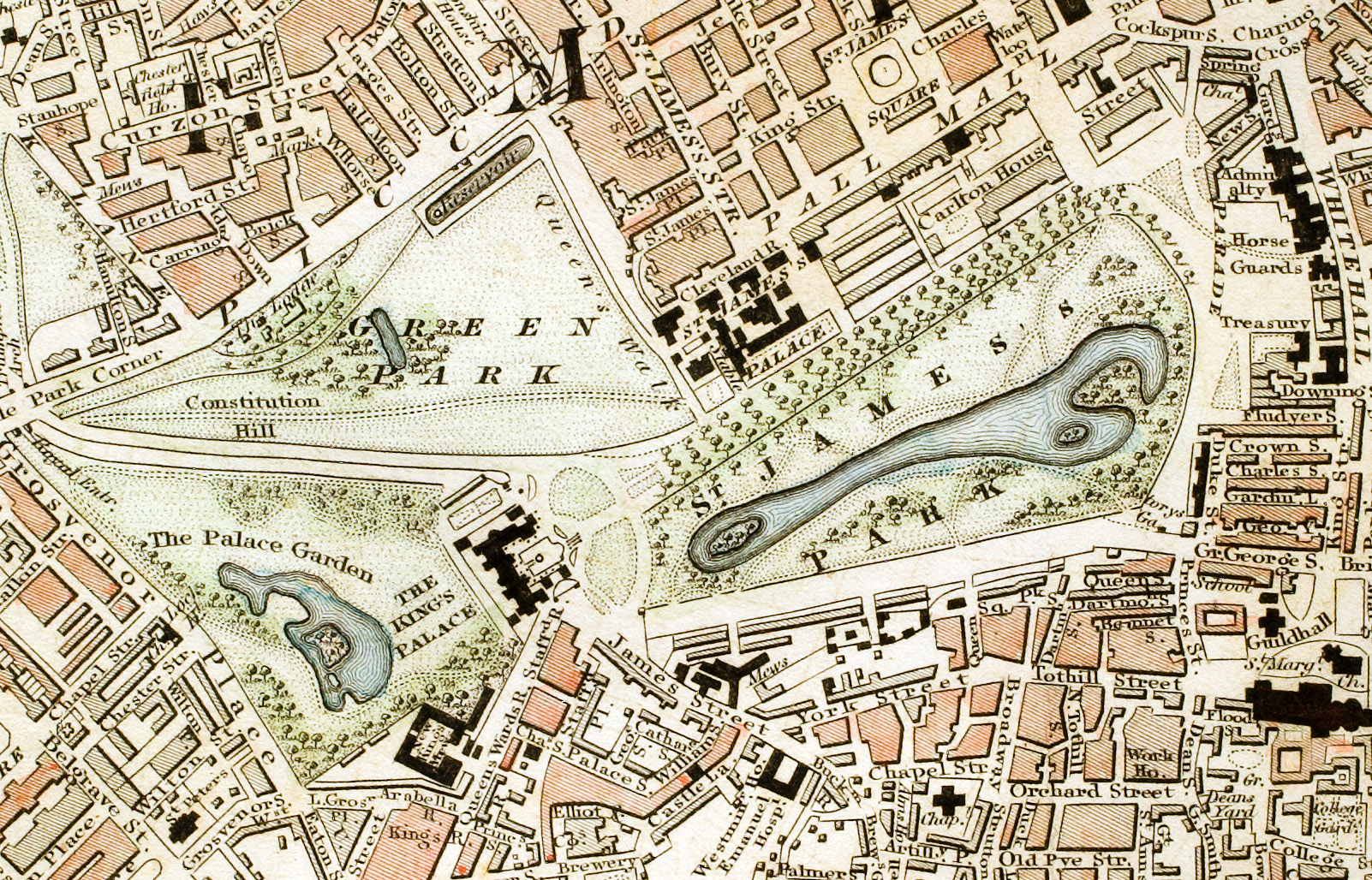
Green Park et St James's Park c.1833.